# 大腸炎
大腸炎（だいちょうえん、英Colitis）とは、結腸に炎症を生じる疾患の総称。

## 種類
原因別に以下に分類される。詳細は各項目の記述を参照。
- 自己免疫性疾患
  - 炎症性腸疾患
    - 潰瘍性大腸炎
    - クローン病
- 過敏性腸症候群(IBS)
- 特発性
  - ベーチェット病
- 虚血性
  - 虚血性大腸炎
- 感染症性
  - 出血性大腸炎（腸管出血性大腸菌感染症）
  - 細菌性赤痢
  - 赤痢アメーバ
  - カンピロバクター
  - サイトメガロウイルス
  - 腸結核
  - 偽膜性大腸炎
  - 憩室炎

## 兆候
- 下痢・腹痛・血便が多く認められることが多い。発熱や嘔吐を伴う症例もある。

## 検査
以下を行い診断していく。詳細は各項目の記述を参照。
- 大腸内視鏡
- 培養

## 関連
- 消化器学
- 消化器官
- 下痢
- 便秘
- 糞
- 伝染病
- 感染症
- 大腸がん
- 腹痛